# Osorkon I
Osorkon I var en farao av Egyptens tjugoandra dynasti.
Han regerade under 900-talet f.Kr.